# 더 리턴 (2006년 영화)
《더 리턴》(영어: The Return)은 미국에서 제작된 아시프 카파디아 감독의 2006년 심리 공포 영화이다. 세라 미셸 겔러 등이 출연하였고, 에런 라이더 등이 제작에 참여하였다.

## 줄거리
11살 때부터 원인 모를 불길한 환영과 자해 충동에 시달려온 조애나는 현재 한 운송 회사에서 유능한 출장 영업 사원으로 일하고 있다. 조애나는 중요한 고객을 유치하기 위해 오랜만에 고향 텍사스를 방문하면서 15년 전에 벌어진 한 끔찍한 살인 사건과 자신이 연결돼있다는 걸 알게 된다. 

## 출연
- 세라 미셸 겔러 - 조애나 밀스 역
- 샘 셰퍼드 - 에드 밀스 역
- 피터 오브라이언 - 테리 스탈 역
- 케이트 비핸 - 미셸 역
- 애덤 스콧 - 커트 역
- 브래드 릴런드

## 기타 제작진
- 공동 제작: 론 슈밋
- 협력 제작: 스티브 고브
- 배역: 에이비 코프먼
- 미술: 터리스 디프레이
- 의상: 존 던